# Kollumerland en Nieuwkruisland
Kollumerland en Nieuwkruisland (vestfrisisk: Kollumerlân) er en kommune i provinsen Frisland i Nederlandene. Kommunens samlede areal udgør 116,33 km2 (hvoraf 6,44 km2 er vand) og indbyggertallet er på 13.128 indbyggere (2005).